# Saint-Bénigne
Saint-Bénigne är en kommun i departementet Ain i regionen Auvergne-Rhône-Alpes i östra Frankrike. Kommunen ligger  i kantonen Pont-de-Vaux som ligger i arrondissementet Bourg-en-Bresse. Kommunens areal är 16,49 km². År 2022 hade Saint-Bénigne 1 351 invånare.

## Befolkningsutveckling
Antalet invånare i kommunen Saint-Bénigne
Referens: INSEE